# Production Alliance Group 300
Das Production Alliance Group 300 ist ein Autorennen der NASCAR Xfinity Series, das jährlich auf dem Auto Club Speedway in Fontana, Kalifornien, 65 km östlich von Los Angeles stattfindet. Es wurde erstmals im Jahre 1997 als 300 Meilen langes Rennen ausgetragen. Diese Distanz ist bis heute unverändert. Es ist normalerweise das zweite Rennen der Xfinity Series Saison und findet in den Abendstunden unter Flutlicht statt. Rekordsieger sind Matt Kenseth und Kyle Busch, welche das Rennen bereits viermal für sich entscheiden konnten.
Im Jahr 2024 wird es aufgrund der Renovierungsarbeiten nicht ausgetragen.

## Sieger
- 1997: Todd Bodine
- 1998: Dale Earnhardt jr.
- 1999: Matt Kenseth
- 2000: Matt Kenseth
- 2001: Hank Parker jr.
- 2002: Scott Riggs
- 2003: Matt Kenseth
- 2004: Greg Biffle
- 2005: Mark Martin
- 2006: Greg Biffle
- 2007: Matt Kenseth
- 2008: Tony Stewart
- 2009: Kyle Busch
- 2010: Kyle Busch
- 2011: Kyle Busch
- 2012: Joey Logano
- 2013: Kyle Busch
- 2014: Kyle Larson